# Simon Poulsen
Simon Busk Poulsen (* 7. Oktober 1984 in Sønderborg) ist ein ehemaliger dänischer Fußballspieler.
Von 2002 bis Ende 2007 spielte er in seinem Geburtsland Dänemark unter anderem in der Superliga für SønderjyskE Fodbold und für den FC Midtjylland. Ab 2008 bis Anfang 2017 stand Poulsen im Ausland unter Vertrag, wobei er – abgesehen von einem eineinhalbjährigen Intermezzo in Italien bei Sampdoria Genua – nur in den Niederlanden bei AZ Alkmaar und bei PSV Eindhoven gespielt hatte. In der Eredivisie absolvierte er 137 Einsätze, in denen ihm sechs Tore gelangen. Überdies lief Simon Poulsen in 35 Partien für die dänische Nationalmannschaft auf und nahm sowohl an der Weltmeisterschaft 2010 in Südafrika als auch an der Europameisterschaft 2012 in Polen und der Ukraine teil.

## Karriere

### Verein

#### Jugend und erste Schritte im Profifußball (bis 2007)
Poulsens Vater ist US-Amerikaner, seine Mutter ist Dänin. Er wuchs in Ulkebøl auf. und trat in seiner Kindheit dem SUB Sønderborg bei. 2002 gab er sein Debüt in der Ersten Mannschaft von IK Sønderjylland, der Anfang 2004 mit anderen Mannschaften zum Sønderjysk Elitesport fusionierte. Ein Jahr später wechselte er von dort zum FC Midtjylland. In der Saison 2005/06 belegte der Verein den siebten Tabellenplatz und in der Folgesaison wurde der FC Midtjylland Vize-Meister.

#### Meistertitel und Europapokalauftritte mit AZ Alkmaar (2008 bis 2012)
In der Winterpause der Saison 2007/08 wechselte Poulsen in die Niederlande zum AZ Alkmaar, bei dem er einen bis 2012 laufenden Vertrag unterzeichnete. Am 13. Januar 2008 gab er sein Debüt für die Nordholländer, als er bei der 1:6-Niederlage am 19. Spieltag in der 74. Minute für Barry Opdam eingewechselt wurde. Mit AZ Alkmaar wurde Poulsen 2009 niederländischer Meister und spielte in der UEFA Champions League sowie in der UEFA Europa League (bis 2009 UEFA-Pokal).

#### Von den Niederlanden nach Italien und zurück (2012 bis 2017)
Am 25. August 2012 wechselte Poulsen nach Italien zu Serie-A-Aufsteiger Sampdoria Genua. Verletzungsbedingt konnte er sich keinen Stammplatz erarbeiten und kam zu lediglich sieben Punktspieleinsätzen.
Im Januar 2014 kehrte Poulsen in die Eredivisie zu AZ Alkmaar zurück und platzierte sich mit dem Verein zum Saisonende auf dem achten Rang und schied in den folgenden Play-off-Spielen um die Teilnahme an der Qualifikation zur UEFA Europa League am FC Groningen. In der Folgesaison wurde der Verein Ligadritter und qualifizierte sich für die zweite Qualifikationsrunde zur UEFA Europa League.
Zur Saison 2015/16 wechselte er zur PSV Eindhoven und unterschrieb einen Zweijahresvertrag. Mit der PSV Eindhoven wurde Poulsen 2016 niederländischer Meister, konnte sich allerdings – auch verletzungsbedingt – keinen Stammplatz erkämpfen.

#### Karriereausklang bei SønderjyskE (2017–2019)
Am 31. Januar 2017 schloss Poulsen sich seinem ehemaligen Verein SønderjyskE an. Er unterschrieb einen bis zum 31. Dezember 2018 laufenden Vertrag. Als Tabellenfünfter der Meisterrunde verpasste SønderjyskE die erneute Teilnahme am internationalen Wettbewerb. In der neuen Saison, der Spielzeit 2017/18, spielte Simon Poulsen in 16 Partien und erzielte dabei im Heimspiel gegen den AC Horsens am 16. September 2017 sein einziges Saisontor. Mit dem achten Tabellenplatz ging SønderjyskE in die Abstiegsrunde, in der Poulsen lediglich zu zwei Einsätzen kam; als Tabellenzweiter qualifizierte sich der Klub von der dänisch-deutschen Grenzregion für die Play-offs und unterlag im Finale Aarhus GF. Dabei war Simon Poulsen lediglich im Halbfinalhinspiel gegen Hobro IK zum Einsatz gekommen. In der Folgesaison spielte er ab dem fünften Spieltag in jedem Spiel, beendete allerdings am 4. Januar 2019 seine aktive Karriere.

### Nationalmannschaft
Von 2002 bis 2006 machte Poulsen sieben Spiele für die U-19, weitere sieben für die U-20 und elf Spiele für die dänische U-21-Nationalmannschaft und absolvierte am 28. März 2017 beim 1:0-Testspielsieg in Duisburg gegen Deutschland sein erstes Spiel für die dänische A-Nationalmannschaft. Er wurde in der 76. Minute für Dennis Rommedahl eingewechselt. Im November des gleichen Jahres folgten gegen Nordirland (1:2) und Island (3:0) zwei weitere Länderspiele. 
Am 27. Mai 2010 bestritt er nach drei Jahren beim 2:0-Sieg im Freundschaftsspiel gegen den Senegal wieder ein Länderspiel. Bei der Fußballweltmeisterschaft 2010 in Südafrika kam er in allen drei Gruppenspielen zum Einsatz. Im ersten Gruppenspiel gegen die Niederlande erzielte er ein Eigentor zum 0:1 (Endstand 0:2). Die Dänen schieden nach der Gruppenphase aus. In der Folge kam er zu drei Einsätzen in der Qualifikation zur Fußballeuropameisterschaft 2012 in Polen und der Ukraine und wurde von Morten Olsen auch in den Kader für die Endrunde berufen. Poulsen kam in allen drei Partien in der Gruppenphase zum Einsatz und schied als Gruppendritter mit der Nationalelf aus dem Turnier aus. 
In der Vorausscheidung zur Fußballweltmeisterschaft 2014 in Brasilien kam er in drei Partien zum Einsatz; als schlechtester Gruppenzweiter wurde die Qualifikation verfehlt. Später stand die Qualifikation für die Fußballeuropameisterschaft 2016 in Frankreich an und in dieser spielte Poulsen in einer Partie; die Qualifikation wurde in den Play-offs gegen Schweden verfehlt (1:2/2:2).

## Erfolge
AZ Alkmaar 
- Niederländischer Meister: 2009

PSV Eindhoven
- Niederländischer Meister: 2016
- Niederländischer Supercupsieger: 2015